# خط مقدم (برنامه تلویزیونی آمریکایی)
خط مقدم (انگلیسی: Frontline) یک فیلم مستند روزنامه‌نگاری تحقیقی است که توسط سرویس پخش عمومی (PBS) پی‌بی‌اس در ایالات متحده توزیع می‌شود.